# Johan van Beaumont
Johan van Beaumont (1419 - Puente la Reina, 20 maart 1487) was een Frans-Spaans edelman en prior van de orde van Sint Jan van Jeruzalem
Johan van Beaumont, in het Frans Jean de Beaumont, in het Spaans Juan de Beaumont, was een zoon van Karel van Beaumont en Anna van Curton. Samen met zijn broer Lodewijk was hij een van de belangrijke aanvoerders van de Beaumonteses,  een verbond van edelen. De broers vochten in de Honderdjarige Oorlog aan de kant van de Engelsen, tegen de troepen van Karel VII van Frankrijk. 

## Loopbaan
Door het huwelijk van zijn vader met Anna van Curton en de beloningen die Karel ontving voor zijn werk in dienst van koning Karel II en koning Karel III van Navarra bezaten de Beaumonts veel onroerend goed, land en kastelen in Zuid-Frankrijk en Noord-Spanje.
In 1435 werd Johan prior van de Orde van Sint Jan van Jeruzalem en in 1439 werd hij  benoemd tot kanselier van de koning in Navarra. In 1441 werd hij koninklijk raadgever. Terwijl hij in dienst was van de koning breidden zijn bezittingen in Navarra zich verder uit. 
Vanaf 1444 ontving Johan de opbrengsten uit de feudum van Roncal en Tiebas. In 1445 kocht hij het recht op de opbrengsten uit land van Cascante. In 1446 kreeg hij van de koning het kasteel, de oven, de molen en het heerschap over Milagro. In 1447 kreeg hij als beloning voor zijn steun in de oorlog Santacara en Murillo el Fruto en enkele gebieden ten zuiden van Pamplona, Murillo en Mélida. In 1448 koopt hij van de kroon het dorp en het kasteel van Corella. Daarnaast bezat hij nog onroerend goed en inkomsten uit zijn functie als prior.
In 1450 wordt dit alles door Johan II van Aragón in beslag genomen, omdat de Beaumonts zijn zoon Karel van Viana steunen in de strijd om de troon van Navarra. 
Johan van Beaumont was in 1451 gouverneur van de stad Bayonne. In juli 1451 viel het leger van Karel VII van Frankrijk de stad aan, onder leiding van Gaston IV van Foix. Op 19 of 20 augustus viel de stad en moet Johan zich overgeven. Bayonne was destijds een van de laatste steden die nog in handen was van de Engelsen, op Calais na. 

## Beaumonteses en Agramonteses
Vanaf 1441 was er strijd om de troonopvolging in Navarra tussen Johan II van Aragón en diens zoon Karel van Viana. In 1450 ontaardde dit in een gewapend conflict.  Hierbij kozen de broers Lodewijk en Johan van Beaumont partij voor Karel van Viana. De groep die werd aangevoerd door de Beaumonts werd de Beaumonteses genoemd. Johan werd gesteund door een andere adellijke factie, de Agramonteses. 
In oktober 1451 werden Lodewijk en Johan van Beaumont verslagen bij Aibar. Lodewijk werd samen met Karel van Viana gevangengenomen, maar zijn zoon zet samen met oom Johan de strijd voort. 
In 1455 wordt Johan als beloning door Karel van Viana benoemd tot burggraaf van La Bastide-Clairence. Hetzelfde jaar liet Johan II van Aragón opnieuw zijn bezittingen in beslag nemen. In 1457 kreeg hij het ambt van bisschop van Pamplona aanboden, maar hij nam het aanbod niet aan en in  zijn plaats wees de paus kardinaal Besarión aan. 
Op 30 augustus 1464 sloot Johan van Beaumont vrede met Johan II van Aragón.  Johan en zijn zoon Menaud kregen hun bezittingen in Navarra terug. Ook de kastelen en feudum in Cascante, Cintruenigo, en Corella werden teruggegeven. Johan II van Aragón beloofde hem bovendien de titel van kanselier die hij aanvankelijk had toebedacht aan Martin de Peralta, de onechte broer van Pedro de Peralta. Op 6 september 1464, in Tarragona, zwoer Johan van Beaumont trouw aan de koning van Aragón en Navarra.
In 1469 sluiten Gaston IV van Foix en Eleonora een verdrag met Lodewijk van Beaumont. Ook na de verdragen bleef het onrustig in Navarra en Aragón. De Beaumonteses en Agramonteses kwamen ook na 1469 herhaaldelijk met elkaar in aanvaring.
Johans oudste zoon Menaut overleefde zijn vader niet. Hij liet een zoon achter, Gracián. Johan verdeelde daarop zijn erfenis tussen zijn tweede zoon Martín en zijn kleinzoon Gracián op 15 maart 1487, vijf dagen voor zijn dood.
Johan van Beaumont stierf op 20 maart 1487. Hij liet geld na voor de stichting van een ziekenhuis en een klooster van de orde van Sint Jan van Jeruzalem in Puenta de la Reina waar hij ook begraven ligt.

## Nageslacht
Uit zijn relatie met María Cristi Erviti kreeg Johan twee onwettige zonen
- Menaut
- Martín.